# أخضر ربيعي (لون)
الأخضر الربيعي: هو ظل من ظلال اللون الأخضر ويقع على عجلة الألوان بين الأزرق السماوي والأخضر.

و يناظر التحفيز البصري من 505 نانومتر في الطيف المرئي.

## من درجاته
- الأخضر الزبرجد

- الأخضر البحري

- اخضر النعناع

- الأخضر الطحلبي

- الخضر الفارسي

## الأخضر الربيعي فيالثقافةالإنسانية
- الثقافة :

الأخضر الربيعي يرتبط بالنباتات المروية جيدا في الربيع المبكر، لكونها مزيجا من السماوي لون المياه، والأخضر لون النباتات.
- البيئة :

1. يستخدم الأخضر الربيعي لتمثيل الحركة الخضراء للحفاظ على البيئة، وخصوصا في التصميم الجرافيكي بشأن القضايا البيئية التي لها علاقة مع الموارد المائية أو المحافظة على المياه.
2. ويستخدم تعبير "الربيع الأخضر" يستخدم للإشارة الي المؤسسات التي أصبحت في الآونة الأخيرة ملتزمة بحماية البيئة. [8]

- الغذاء :Pandan cake

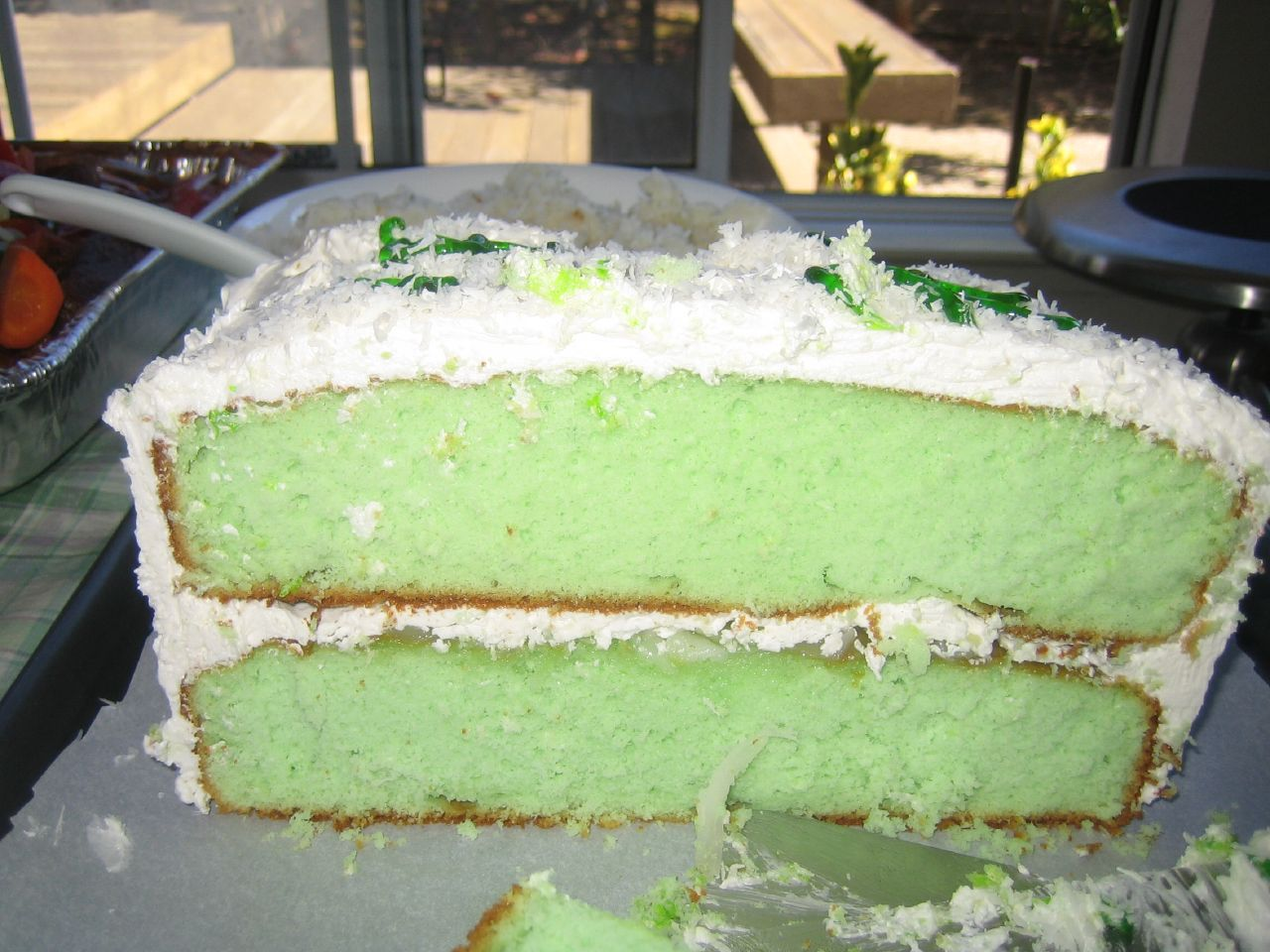
Pandan cake

1. الأخضر الربيعي هي صنف من الكرنب، على غرار اللفت.
2. Pandanus amaryllifolius هو نبات ينتج من ورقة صبغة الباندان التي تستخدم على نطاق واسع في مطبخ جنوب شرق آسيا (تشبه نكهة الفانيليا) لجعل كعكة الباندان والفطائر الفيتنامية خضراء.

## ظلال الأخضر الربيعي
- Spring Green (web color) (Hex: #00FF7F) (RGB: 0, 255, 127)
- Medium Spring Green (web color) (Hex: #00FA9A) (RGB: 0, 250, 154)
- Dark Spring Green (web color) (Hex: #177245) (RGB: 23, 114, 69)